# Chrysops angaricus
Chrysops angaricus är en tvåvingeart som beskrevs av Olsufjev 1937. Chrysops angaricus ingår i släktet Chrysops och familjen bromsar. Inga underarter finns listade i Catalogue of Life.